# روبرت جيرتسن
روبرت جيرتسن (بالإنجليزية: Rupert Gerritsen)‏ هو مؤرخ أسترالي، ولد في 1953، وتوفي في 3 نوفمبر 2013.